# Marianela
Marianela es una novela del escritor español Benito Pérez Galdós publicada en 1878, cerrando el conjunto de sus novelas de tesis. En ella aparecen algunos personajes secundarios que luego serán protagonistas en el ciclo de las novelas españolas contemporáneas, como puede ser El doctor Centeno.

## Argumento

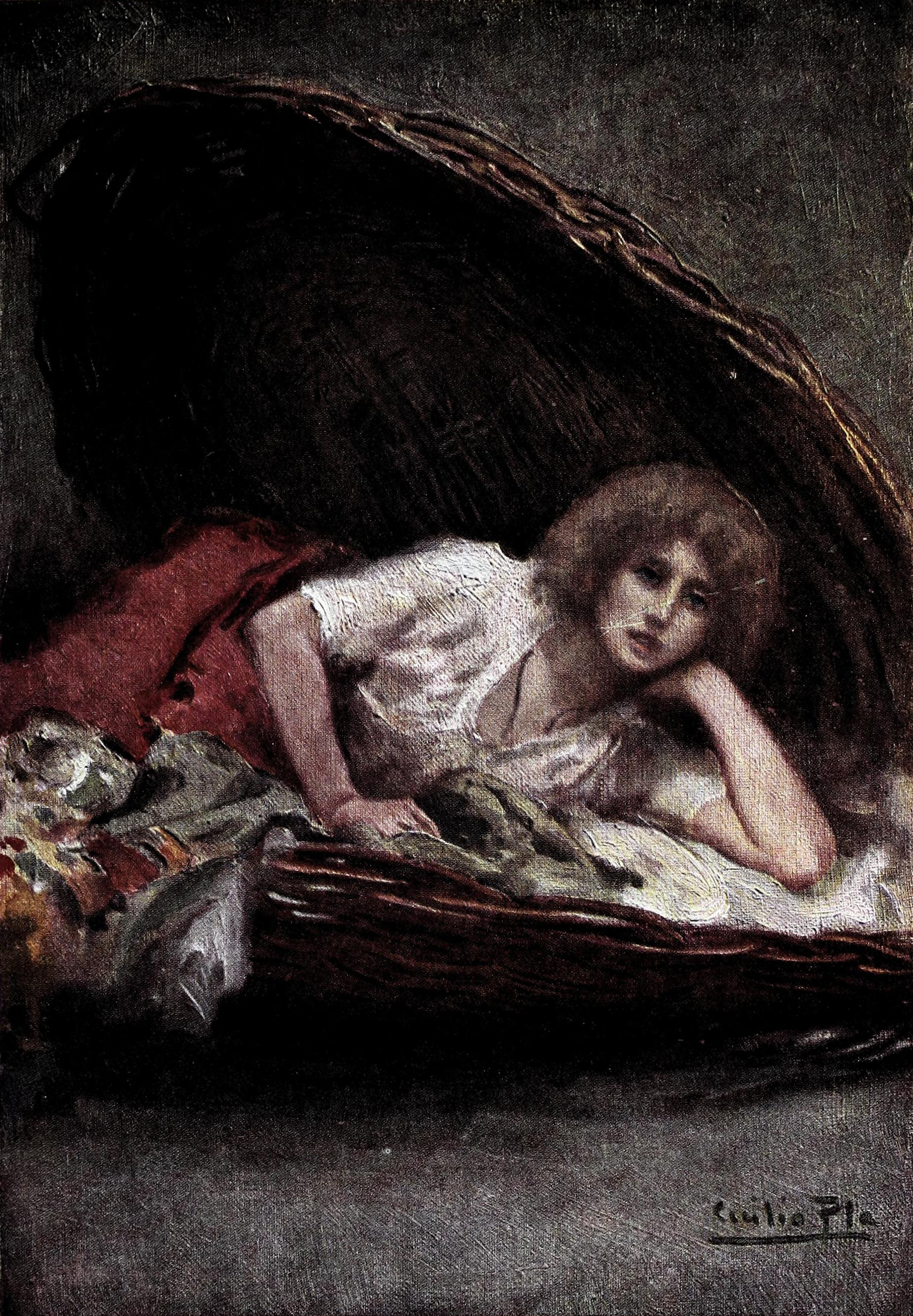
Marianela imaginada por Cecilio Pla en la revista Blanco y Negro (1901)

Marianela, la niña huérfana, vive excluida de la sociedad y es tratada como un animal por la familia con la que vive. Pasa la mayor parte del tiempo con Pablo Penáguilas, quien no la juzga por su apariencia, ya que es ciego. De ahí nace una conexión muy íntima entre ambos personajes. 
Teodoro Golfín, médico de mundo que llega a las minas para visitar a su hermano, se ofrece para intentar devolver la vista a Pablo. 
La prima de Pablo, Florentina, también visita las minas. Marianela le tiene celos debido a su belleza, su elegancia y su generosidad. Aun así, Pablo le asegura a Marianela que los dos vivirán juntos en el futuro, puesto que son almas gemelas.
Después de varias vicisitudes, Golfín otorga a Pablo el don de la vista y con esto la esperanza de conocer un mundo lleno de maravillas. Pero una vez recuperada la visión, Pablo se enamora de Florentina, pensando que es Marianela; pero al darse cuenta de que no es ella, decide iniciar una relación con Florentina.
Marianela, al sentirse traicionada e inútil, intenta suicidarse, pero es salvada por Teodoro Golfín, el cual la pone en manos de Florentina y Pablo. Sin embargo, finalmente muere por estar muy débil.
La historia acaba con Marianela siendo enterrada en un sepulcro ornamentado.

## Personajes

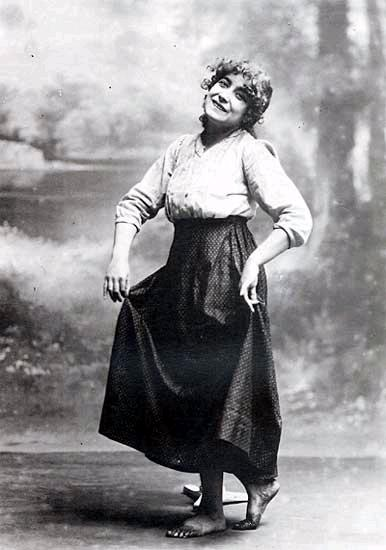
La actriz Margarita Xirgu caracterizada como Marianela en la adaptación teatral realizada por los hermanos Álvarez Quintero.

- Marianela (Nela): Niña huérfana y al amparo de la misericordia de la gente. Sus últimos meses vivió feliz y enamorada de Pablo. Tuvo una vida desdichada. La gente le juzgaba por su apariencia, ello hacia que se sintiera mal.
- Pablo: Ciego y cojo, tenía buena posición social, conocía sus tierras como la palma de su mano y disfrutaba de la compañía de Nela y de las lecturas de su padre. Es sensible e inteligente.
- Francisco Penáguilas: Padre de Pablo, se desvive por ofrecerle a su hijo todas sus riquezas. Es un hombre inteligente y bueno.
- Florentina: Prima de Pablo. Bondadosa, bella y futura esposa de su primo.

- Manuel Penáguilas: Padre de Florentina. Empeñado en hacer de Florentina una "señorita de clase".
- Teodoro Golfín (doctor Golfín): Hombre de mediana edad, bondadoso y de principios rectos. Médico que le da la vista a Pablo y que intenta salvar a Nela.
- Familia Centeno: Familia que daba asilo a Nela.
- Celipín Centeno: Hijo menor de la familia, era una de las pocas personas que mostró interés por Nela. Tenía aspiraciones de irse de su casa para ser médico y seguir el ejemplo de Teodoro Golfín.
- Tanasio Azul: Hijo mayor de los Centeno.
- Mariuca y Pepina: Hijas de los Centeno.
- Sinforoso: Padre de los Centeno.
- Señora Ana (Señana): Madre de los Centeno, desconsiderada con Nela.
- Carlos Golfín (ingeniero): Ingeniero de las minas y hermano de Teodoro.
- Sofía(Secundario): Esposa de Carlos Golfín, preocupada por realizar actos benéficos. Aficionada al piano y apasionada por su mascota.
- Choto (Secundario): Perro lazarillo que acompañaba a Pablo.

## Temas y rasgos
El campo de los caracteres, la novela reúne y enfrenta las relaciones entre el pesimismo, irracionalismo y ficción, encarnados respectivamente en los personajes de Teodoro Golfín, Pablo y Nela. Ese análisis psicológico se contrasta con una descripción detallada de la Naturaleza, como una prueba de la complejidad del mundo y su belleza.
La novela es producto del movimiento realista de España del siglo XIX, por lo que se puede apreciar la verosimilitud, la descripción detallada de las costumbres, y el análisis profundo de los personajes. 

## Adaptaciones
- La novela fue adaptada para su representación en teatro por los Hermanos Álvarez Quintero y estrenada en el Teatro de la Princesa de Madrid el 18 de octubre de 1916, con Margarita Xirgu al frente del cartel y la participación de Amparo Álvarez Segura y Pedro Cabré.

- Se ha llevado al cine en varias ocasiones: En 1940, por Benito Perojo, con Mary Carrillo y Julio Peña. En 1955, por Julio Porter, con Olga Zubarry y José María Gutiérrez. Y en 1972 por Angelino Fons, con Rocío Dúrcal y Pierre Orcel.

- En 1961, la novela también fue adaptada para televisión en México en forma de telenovela con su título original, con Magda Guzmán y Narciso Busquets como intérpretes; y en 1988, bajo el título Flor y canela, con Mariana Garza, Daniela Leites y Ernesto Laguardia. Aún en 1993, se emitió en formato de miniserie y con el título original, con Mariana Garza y Fernando Colunga.

- En 2013, Rayco Pulido la adaptó al cómic bajo el título de Nela.